# Выпчина
Выпчина (укр. Випчина) — село в Путильской поселковой общине Вижницкого района Черновицкой области Украины.
До 2020 года входило в Путильский район
Население по переписи 2001 года составляло 20 человек. По данным Государственного реестра избирателей, на 30 ноября 2021 года в селе зарегистрировано 13 человек, но фактически здесь уже никто не живёт. Почтовый индекс — 59107. Телефонный код — 3738. Код КОАТУУ — 7323585002.